# Episodi de Le allegre avventure di Scooby-Doo e i suoi amici (terza stagione)
Lista degli episodi della terza stagione di Le allegre avventure di Scooby-Doo e i suoi amici.
Il terzo segmento di ogni episodio fa parte de Scrappy & Yabba-Doo e s'incentra sulle avventure di Scrappy-Doo, suo zio Yabba-Doo e Dusty, per un totale di 13 segmenti. Il resto dei segmenti fa parte di Scooby-Doo & Scrappy-Doo/
| N° | N° | Titolo italiano                       | Titolo italiano della prima trasmissione | Titolo originale                  | Prima TV Italia | Prima TV originale |
| -- | -- | ------------------------------------- | ---------------------------------------- | --------------------------------- | --------------- | ------------------ |
| 1  | 1  | Il Macarello Maltese                  | Merluzzo Maltese                         | Maltese Mackerel                  | 21 agosto 1985  | 25 settembre 1982  |
| 1  | 2  | I diamanti rubati                     | Padrone-Padrino                          | Dumb Waiter Caper                 | 23 agosto 1985  | 25 settembre 1982  |
| 1  | 3  | Avventura nel West                    | Il toro innamorato                       | Yabba's Rustle Hustle             | 21 agosto 1985  | 25 settembre 1982  |
| 2  | 4  | Il rapinatore subacqueo               | Il famoso caso del pesce-gatto           | Catfish Burglar Caper             | 27 agosto 1985  | 2 ottobre 1982     |
| 2  | 5  | Mostri cinematografici                | Arrivano i mostri                        | Movie Monster Menace              | 22 agosto 1985  | 2 ottobre 1982     |
| 2  | 6  | La mappa del tesoro                   | La febbre dell'oro                       | Mine Your Own Business            | 22 agosto 1985  | 2 ottobre 1982     |
| 3  | 7  | Un giorno da supereroe                | Shaggy superteen                         | Super Teen Shaggy                 | 22 agosto 1985  | 9 ottobre 1982     |
| 3  | 8  | L'incontro truccato                   | Una partita di pallacanestro             | Basketball Bumblers               | 21 agosto 1985  | 9 ottobre 1982     |
| 3  | 9  | Una magica rapina                     | Il famoso mago Yabba                     | Tragic Magic                      | 28 agosto 1985  | 9 ottobre 1982     |
| 4  | 10 | Missione Miss Mondo                   | La più bella sei tu                      | Beauty Contest Caper              | 21 agosto 1985  | 16 ottobre 1982    |
| 4  | 11 | Hamburger con sorpresa                | Hamburger con oro e pepe                 | Stake-out at the Take-out         | 22 agosto 1985  | 16 ottobre 1982    |
| 4  | 12 | Rapina al treno                       | Torna a casa Scrappy                     | Runaway Scrappy                   | 21 agosto 1985  | 16 ottobre 1982    |
| 5  | 13 | Scambi di personalità                 | Chi è chi                                | Who's Scooby-Doo?                 | 21 agosto 1985  | 23 ottobre 1982    |
| 5  | 14 | Appuntamento al buio                  | Scooby Don Giovanni                      | Double Trouble Date               | 22 agosto 1985  | 23 ottobre 1982    |
| 5  | 15 | Dan il viscido                        | Come evado io                            | Slippery Dan the Escape Man       | 22 agosto 1985  | 23 ottobre 1982    |
| 6  | 16 | I tram scomparsi                      | Hanno rubato un tram                     | Cable Car Caper                   | 28 agosto 1985  | 30 ottobre 1982    |
| 6  | 17 | Muscoli e guai                        | Macho Maciste                            | Muscle Trouble                    | 24 agosto 1985  | 30 ottobre 1982    |
| 6  | 18 | Un pericoloso fuorilegge              | Mezzogiorno di fuoco                     | Low-Down Showdown                 | 23 agosto 1985  | 30 ottobre 1982    |
| 7  | 19 | Il ladro di fumetti                   | Il fumetto fa male                       | Comic Book Caper                  | 23 agosto 1985  | 6 novembre 1982    |
| 7  | 20 | Luna Park                             | Il futuro è già passato                  | Misfortune Teller                 | 23 agosto 1985  | 6 novembre 1982    |
| 7  | 21 | Il vampiro del West                   | Il barone Dracula                        | Vild Vest Vampire                 | 23 agosto 1985  | 6 novembre 1982    |
| 8  | 22 | Il ladro di gioielli                  | L'uomo che non ride                      | A Gem of a Case                   | 24 agosto 1985  | 13 novembre 1982   |
| 8  | 23 | Il magico amuleto                     | Carmen                                   | From Bad to Curse                 | 26 agosto 1985  | 13 novembre 1982   |
| 8  | 24 | Fuoco selvaggio                       | Un derby da vincere                      | Tumbleweed Derby                  | 24 agosto 1985  | 13 novembre 1982   |
| 9  | 25 | Il misterioso ladro di automobili     | Il caso delle macchine scomparse         | Disappearing Car Caper            | 27 agosto 1985  | 20 novembre 1982   |
| 9  | 26 | Un amore geniale                      | Scooby, Romeo e Genietta                 | Scooby-Doo and Genie-Poo          | 24 agosto 1985  | 20 novembre 1982   |
| 9  | 27 | Un vicesceriffo fuorilegge            | Tempo di elezioni                        | Law & Disorder                    | 26 agosto 1985  | 20 novembre 1982   |
| 10 | 28 | Incontri ravvicinati del peggior tipo | Incontri ravvicinati del peggior tipo    | Close Encounter of the Worst Kind | 26 agosto 1985  | 27 novembre 1982   |
| 10 | 29 | Il sosia                              | Il caso Raffaella                        | Captain Canine Caper              | 26 agosto 1985  | 27 novembre 1982   |
| 10 | 30 | Un alieno da salvare                  | Siamo tutti alieni                       | Alien Schmalien                   | 24 agosto 1985  | 27 novembre 1982   |
| 11 | 31 | L'incredibile donna gatto             | La donna gatto                           | The Incredible Cat Lady Caper     | 27 agosto 1985  | 4 dicembre 1982    |
| 11 | 32 | Un picnic movimentato                 | Un sacco di guai                         | Picnic Poopers                    | 24 agosto 1985  | 4 dicembre 1982    |
| 11 | 33 | Poliziotti metropolitani              | Il ladro fantasma                        | Go East, Young Pardner            | 27 agosto 1985  | 4 dicembre 1982    |
| 12 | 34 | Viaggio nell'età della pietra         | Il nuovo peccato originale               | One Million Years Before Lunch    | 27 agosto 1985  | 11 dicembre 1982   |
| 12 | 35 | Lupo mannaro al chiaro di luna        | Scusi, ha visto il lupo mannaro?         | Where's the Werewolf              | 28 agosto 1985  | 11 dicembre 1982   |
| 12 | 36 | Il rapimento di Dusty                 | Pirati di fiume                          | Up a Crazy River                  | 27 agosto 1985  | 11 dicembre 1982   |
| 13 | 37 | Niente bagno, niente ballo            | Il ballo dei Shagbillies                 | Hoedown Showdown                  | 28 agosto 1985  | 18 dicembre 1982   |
| 13 | 38 | L'abominevole uomo delle nevi         | L'abominevole uomo delle nevi            | Snow Job Too Small                | 28 agosto 1985  | 18 dicembre 1982   |
| 13 | 39 | Una sposa per salvare la città        | Amore e pietre                           | Bride And Gloom                   | 28 agosto 1985  | 18 dicembre 1982   |